# Pogoń Szczecin
Pour les articles homonymes, voir Pogoń Szczecin (handball féminin) et Pogoń Szczecin (handball masculin).
Pour la section féminine, voir Pogoń Szczecin (féminines).
Maillots
Actualités
Le Pogoń Szczecin est un club omnisports basé à Szczecin en Pologne et fondé en 1948.
Il est notamment connu pour son club professionnel de football, objet de cet article. Celui-ci joue ses matchs à domicile au stade municipal de Szczecin, d'une capacité de 17 783 places.

## Historique
Le club a été fondé par des polonais originaires de Lwów (actuellement Lviv) et déplacés à la suite de l'annexion par les Soviétiques des territoires de l'est de la Pologne en 1945. Les fondateurs du Pogoń Szczecin étaient à l'origine supporters du Pogoń Lwów et ont donc choisi les couleurs de leur nouveau club en y faisant référence. Les clubs du Polonia Bytom et de l'Odra Opole ont été également fondés ou redynamisés par des polonais originaires de Lwów. 
L'organisation sportive a été fondée le 21 avril 1948 à Szczecin et baptisée Klub Sportowy Sztorm. Ses premières sections furent le football et la boxe. L'équipe de football démarra dans le championnat local C klasa. En mars 1949, plusieurs clubs sportifs de Szczecin (KS Sztorm, KS Cukrownik, KS Drukarz, Pocztowy KS) fusionnent en une large entité appelée Klub Sportowy Zwiazkowiec. Le club de Zwiazkowiec rejoint le championnat local A klasa et y remplace le Pocztowy KS. En novembre 1950, le Zwiazkowiec est dissous, et une nouvelle organisation baptisée Klub Sportowy Kolejarz Szczecin est formée. En 1953, son équipe de football, soutenue par le port de Szczecin, est promue dans un nouveau championnat interrégional (Liga Miedzywojewodzka) qui regroupe les régions de Szczecin, Zielona Góra et Poznań.
À l'automne 1955, le Kolejarz est renommé Pogon Szczecin. En 1957, Pogon finit second de la ligue interrégional, ce qui le qualifie pour les playoffs de la seconde division. Après s’être imposé contre le Flota Gdynia, le Kujawiak Włocławek et le Warta Gorzów, le Pogon est pour la première fois promu au second échelon du football polonais. En 1958, le Pogon remporte le groupe nord de la seconde division  (37 points, buts 54-22, pas une seule défaite), et gagne le droit d'évoluer en Ekstraklasa.
Pour ses débuts dans l'élite, le Pogon s'incline à domicile contre le Gwardia Warszawa 0–1. En 1960, le Pogon est relégué avant de remonter en 1962.
Durant la majorité des années 1960 et 70, le Pogon reste dans l'élite du football polonais mais ne parvient pas à se distinguer par ses performances. En revanche, au début des années 1980, le club se distingue en atteignant la finale de la Coupe de Pologne contre le Legia Warszawa (0-1) en 1981 et en 1982 contre le Lech Poznań (0-1). 
En 1984, le Pogon, entraîné par Eugeniusz Ksol, arrive pour la première fois à se classer dans les trois premiers de l'Ekstraklasa, ce qui lui permet de se qualifier pour la coupe UEFA. Pour ses débuts européens, le Pogon affronte le 1.FC Köln avec des stars comme Harald Schumacher, Pierre Littbarski et Klaus Allofs. Au match aller (le 19 septembre 1984) à Cologne, le Pogon s'incline 1–2. Au match retour (le 3 octobre), les Polonais sont défaits 0–1 après avoir loupé deux penaltys.
En 1987, le Pogon finit second du championnat. Entraîné par Leszek Jezierski, l'équipe déploie un jeu offensif et inscrit de nombreux buts. Avec des joueurs tels que Mariusz Kuras, Marek Ostrowski et Marek Lesniak, Pogon est seulement devancé par le Górnik Zabrze. Au premier tour de la coupe UEFA, le Pogon rencontre le Hellas Verona, avec Thomas Berthold et Preben Elkjær Larsen. Au match aller (16 septembre 1987), Pogon est tenu en échec 1–1 a domicile. Deux semaines plus tard, l’équipe polonaise s'incline 1–3 en Italie.
Durant l’année 1999, le club est acheté par un investisseur turc, Sabri Bekdas, qui mène une politique sportive ambitieuse. Le club recrute notamment l'international russe Oleg Salenko (meilleur buteur de la Coupe du Monde 1994) et des valeurs sûres du championnat local (les internationaux polonais Dariusz Gęsior et Jerzy Podbrożny, le brésilien  Cristiano Pereira de Souza). Malgré le fait que Salenko ne jouera finalement qu'un seul match, le Pogon réussit une excellente saison et termine le championnat à la seconde place, derrière le Wisła Kraków. Grâce à ce résultat le club se qualifie pour l'édition 2001/2002 de la coupe de l'UEFA mais est éliminé dès le tour préliminaire par les islandais du Fylkir Reykjavik (3-2 en cumulé). Bekdas se retire ensuite et laisse le club très endetté.
En 2002, le club est aux bords de la banqueroute. Les supporters décident de créer une nouvelle équipe, en s'appuyant sur la réserve qui évolue en quatrième division. Toutefois, le propriétaire du club de football du Piotrcovia Piotrków Trybunalski, Antoni Ptak, décide de racheter et de déplacer l’équipe. Le club est également renommé MKS Pogoń Szczecin. Les bons résultats de l'équipe et l'utilisation de joueurs locaux font taire les critiques. Malheureusement, à la mi-saison 2005-2006, les résultats commencent à se dégrader et Ptak décide de remplacer la quasi-intégralité de l’équipe par des joueurs d'origine brésiliennes, ce qui en fait "l'équipe la plus brésilienne en dehors du Brésil'. Antoni Ptak construit un petit centre d'entrainement à Gutów Mały, les matchs à domicile sont donc joués à presque 500 km de Szczecin. En 2007 Antoni Ptak quitte le monde du football et laisse le club en pleine reconstruction, en quatrième division.
Durant la saison 2007-2008, le club est promu dans le groupe Ouest (Zachodnia) de la nouvelle Liga II (anciennement troisième division). Le Pogon gagne sa promotion en seconde division lors de la saison 2008-2009 en finissant deuxième du groupe Ouest. Enfin, le club réintègre l’élite après avoir terminé second de deuxième division durant la saison 2011-2012.
Le club retrouve l'Europe lors de la saison 2021-2022.

## Bilan sportif

### Palmarès
- Championnat de Pologne
  - Vice-champion : 1987 et 2001

- Coupe de Pologne
  - Finaliste : 1981, 1982, 2010, 2024 et 2025

### Bilan en championnat
| Division    | Saison | Match | V   | N   | D   | B+   | B-   | +/-   |
| ----------- | ------ | ----- | --- | --- | --- | ---- | ---- | ----- |
| Ekstraklasa | 43     | 1269  | 408 | 359 | 502 | 1462 | 1724 | - 262 |
| I Liga      | 14     | 433   | 210 | 119 | 104 | 682  | 417  | + 265 |
| II Liga     | 1      | 34    | 18  | 8   | 8   | 55   | 35   | + 20  |
| IV Liga     | 1      | 34    | 24  | 7   | 3   | 83   | 19   | + 64  |

Au 18.05.2016.

### Bilan européen
Note : dans les résultats ci-dessous, le score du club est toujours donné en premier.
| Saison    | Compétition             | Tour              | Club                   | Domicile | Extérieur | Total     |
| --------- | ----------------------- | ----------------- | ---------------------- | -------- | --------- | --------- |
| 1984-1985 | Coupe UEFA              | Premier tour      | FC Cologne             | 0 - 1    | 1 - 2     | 1 - 3     |
| 1987-1988 | Coupe UEFA              | Premier tour      | Hellas Vérone          | 1 - 1    | 1 - 3     | 2 - 4     |
| 1995      | Coupe Intertoto         | Groupe 8          | AS Cannes              | 1 - 2    | N/A       | Cinquième |
| 1995      | Coupe Intertoto         | Groupe 8          | Farul Constanţa        | N/A      | 1 - 2     | Cinquième |
| 1995      | Coupe Intertoto         | Groupe 8          | Dniepr Mahiliow        | 3 - 3    | N/A       | Cinquième |
| 1995      | Coupe Intertoto         | Groupe 8          | FK Bečej               | N/A      | 1 - 2     | Cinquième |
| 2001-2002 | Coupe UEFA              | Tour préliminaire | Fylkir Reykjavík       | 1 - 1    | 1 - 2     | 2 - 3     |
| 2005      | Coupe Intertoto         | Premier tour      | Tiligul-Tiras Tiraspol | 6 - 2    | 3 - 0     | 9 - 2     |
| 2005      | Coupe Intertoto         | Deuxième tour     | Sigma Olomouc          | 0 - 0    | 0 - 1     | 0 - 1     |
| 2021-2022 | Ligue Europa Conférence | Deuxième tour Q   | NK Osijek              | 0 - 0    | 0 - 1     | 0 - 1     |
| 2022-2023 | Ligue Europa Conférence | Premier tour Q    | KR Reykjavik           | 4 - 1    | 0 - 1     | 4 - 2     |
| 2022-2023 | Ligue Europa Conférence | Deuxième tour Q   | Brøndby IF             | 1 - 1    | 0 - 4     | 1 - 5     |
| 2023-2024 | Ligue Europa Conférence | Deuxième tour Q   | Linfield FC            | 3 - 2    | 5 - 2     | 8 - 4     |
| 2023-2024 | Ligue Europa Conférence | Troisième tour Q  | KAA La Gantoise        | 2 - 1    | 0 - 5     | 2 - 6     |

Légende
- Victoire ou qualification pour le tour suivant
- Match nul
- Défaite ou élimination de la compétition

## Personnalités du club

### Anciens joueurs

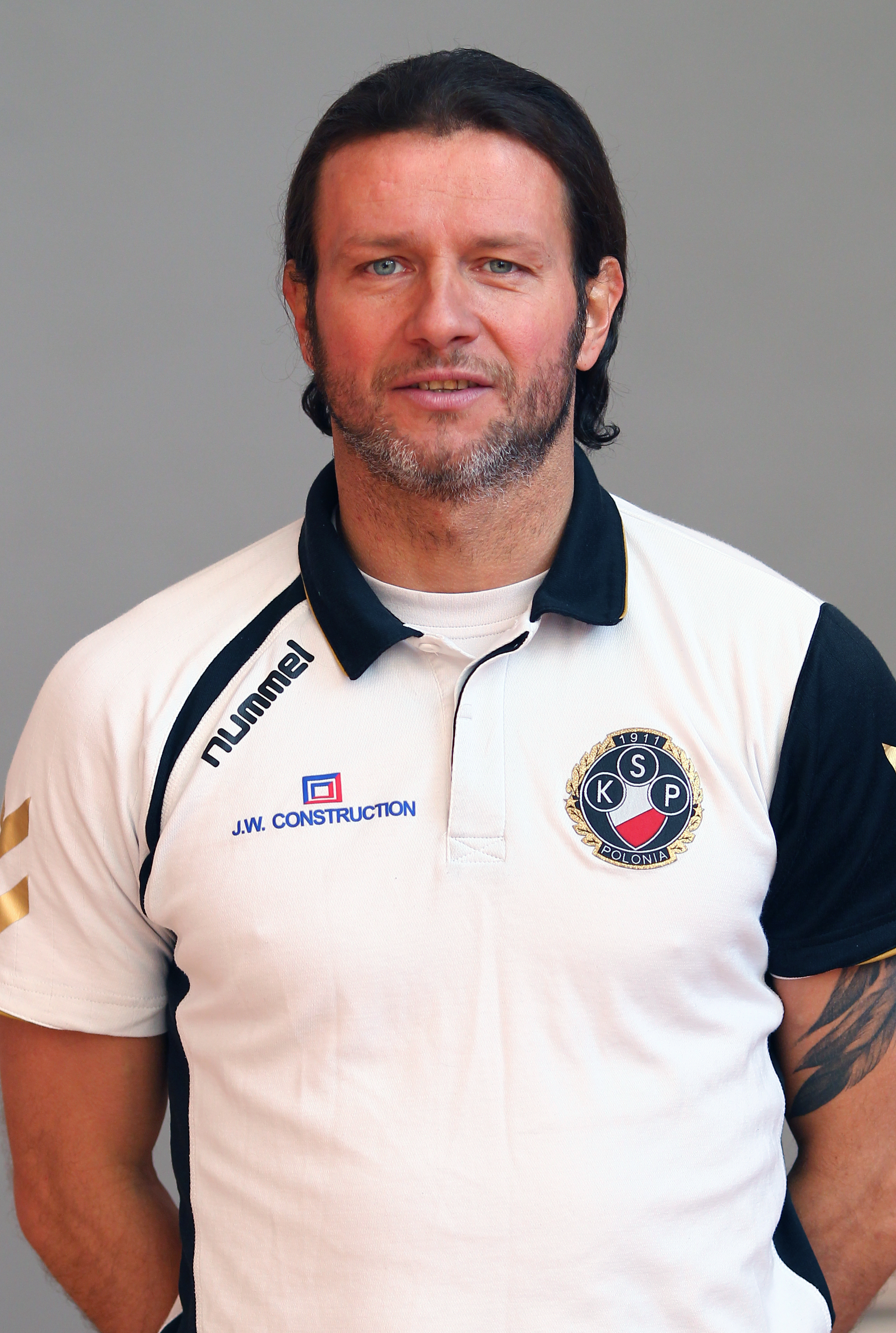
Radosław Majdan - gardien de but

- Amaral
- Kamil Grosicki
- Rafał Grzelak
- Przemysław Kaźmierczak
- Radosław Majdan
- Marek Ostrowski
- Jerzy Podbrożny
- Oleg Salenko
- Claudio Milar
- Dickson Choto

### Effectif actuel
Mis à jour le 17 janvier 2024
| N° | Nat.                   | Poste | Nom du joueur       |
| -- | ---------------------- | ----- | ------------------- |
| 4  | Drapeau du Brésil      | D     | Léo Borges          |
| 7  | Drapeau de la Pologne  | M     | Rafał Kurzawa       |
| 8  | Drapeau de la Norvège  | M     | Fredrik Ulvestad    |
| 9  | Drapeau de la Grèce    | A     | Efthymis Koulouris  |
| 10 | Drapeau de la Slovénie | A     | Luka Zahovič        |
| 11 | Drapeau de la Pologne  | M     | Kamil Grosicki ()   |
| 15 | Drapeau de la Pologne  | M     | Marcel Wędrychowski |
| 20 | Drapeau de l'Autriche  | M     | Alexander Gorgon    |
| 21 | Drapeau du Portugal    | M     | João Gamboa         |
| 22 | Drapeau de l'Arménie   | M     | Vahan Bichakhchyan  |
| 23 | Drapeau de l'Autriche  | D     | Benedikt Zech       |
| 25 | Drapeau de la Pologne  | D     | Wojciech Lisowski   |

| No. | Nat.                   | Position | Nom du joueur                             |
| --- | ---------------------- | -------- | ----------------------------------------- |
| 28  | Drapeau de la Suède    | D        | Linus Wahlqvist                           |
| 32  | Drapeau de la Grèce    | D        | Leonardo Koutris                          |
| 33  | Drapeau de la Pologne  | D        | Mariusz Malec                             |
| 61  | Drapeau de la Pologne  | M        | Kacper Smoliński                          |
| 68  | Drapeau de la Croatie  | D        | Danijel Lončar                            |
| 71  | Drapeau de la Pologne  | M        | Olaf Korczakowski                         |
| 73  | Drapeau de la Pologne  | M        | Adrian Przyborek                          |
| 76  | Drapeau de la Pologne  | G        | Maciej Kowal                              |
| 77  | Drapeau de la Roumanie | G        | Valentin Cojocaru (prêté par l'OH Leuven) |
| 81  | Drapeau de la Pologne  | G        | Bartosz Klebaniuk                         |
| 83  | Drapeau de la Pologne  | G        | Axel Holewiński                           |